# Francis De Smet
Pour les articles homonymes, voir de Smet.
Francis De Smet est un producteur de cinéma belge né à Bruges le 3 décembre 1963.

## Carrière

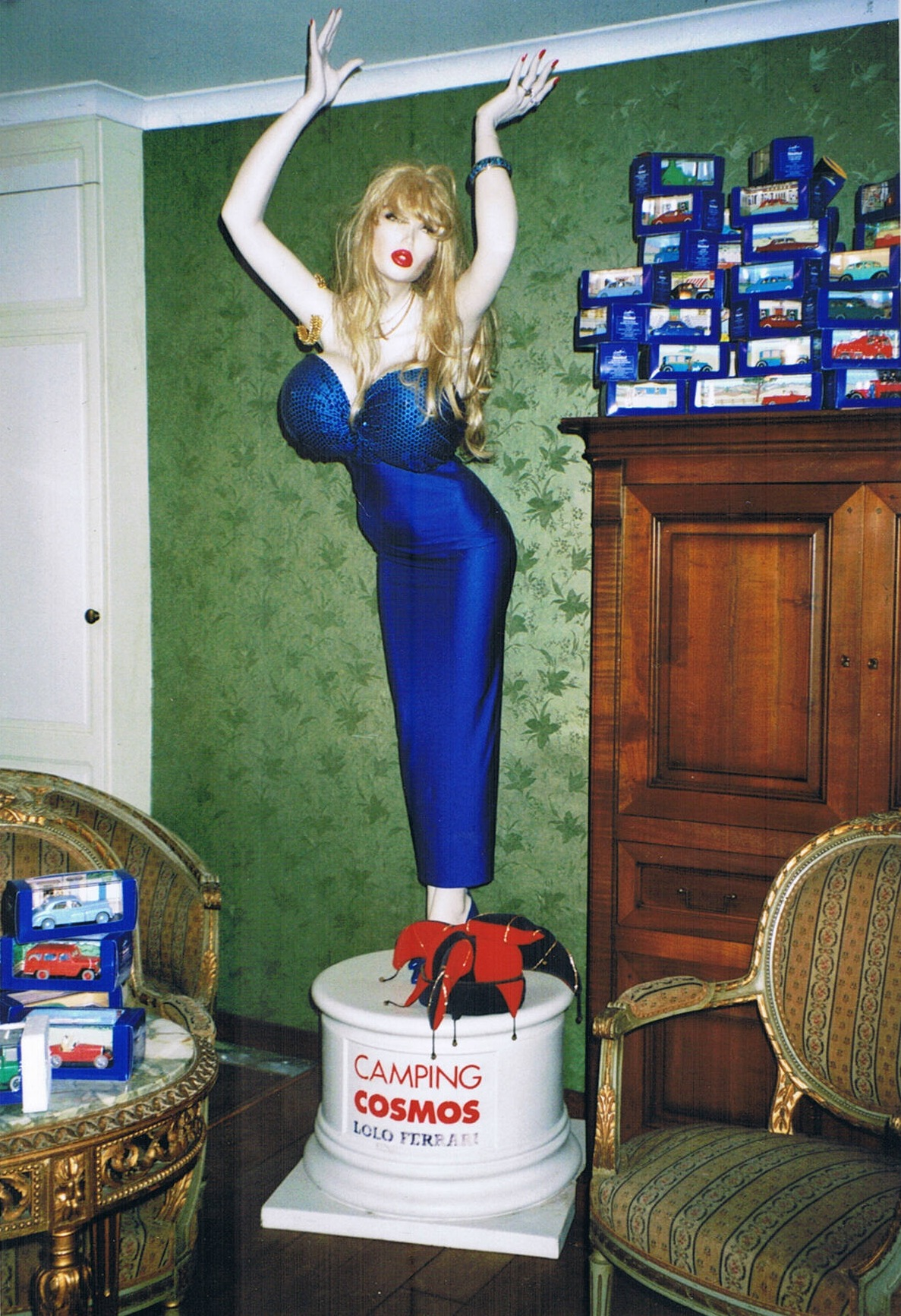
Poupée grandeur naturelle de Lolo Ferrari dans le bureau du producteur Francis De Smet. Dix de ces poupées étaient à l'entrée des salles de cinéma lors des projections du film Camping Cosmos en 1996.

Il obtient une licence en analyse de cinéma et scénario à l'Université libre de Bruxelles (1993), puis un master en gestion audiovisuelle  à l'université de Ronda (1997) et un master en Interactive Digital Management à l'INA (2001)[réf. souhaitée].
Il travaille ensuite comme inventeur (« Speccon », « Human Search Assistants ») et crée la société Translatantic Films afin de produire les films de Jan Bucquoy et d’autres réalisateurs. À ses côtés, il participe notamment au développement du concept de l'hexalogie[pas clair] La Vie sexuelle des Belges, au sujet duquel il écrit plusieurs études.

## Filmographie

### Producteur
- 1994 : La Vie sexuelle des Belges 1950-78, de Jan Bucquoy, avec Noël Godin.
- 1996 : Camping Cosmos (La vie sexuelle des Belges, 2e partie), de Jan Bucquoy, avec Lolo Ferrari, Arno et Jacques Calonne..
- 1997 : Crème et châtiment / L'Entartement de Toscan du Plantier au festival de Cannes 1996, court-métrage de Jan Bucquoy avec Noël Godin.
- 1998 : Fermeture de l'usine Renault à Vilvoorde (La Vie sexuelle des Belges, 3e partie), de Jan Bucquoy, avec Louis Schweitzer.
- 2000 : La Jouissance des hystériques (La Vie sexuelle des Belges, 4e partie), de Jan Bucquoy, avec Claude Semal.
- 2000 : Vrijdag Visdag / Friday Fishday (La Vie sexuelle des Belges, 5e partie), de Jan Bucquoy.
- 2002 : La Vie politique des Belges, de Jan Bucquoy, avec Benoît Poelvoorde.
- 2003 : La Société du spectacle et ses commentaires (La Vie sexuelle des Belges, 6e partie), de Jan Bucquoy, de Noël Godin.
- 2005 : Les Vacances de Noël, de Jan Bucquoy, avec Édouard Baer et Noël Godin.
- 2008 : L’Art du couple (Part I), de Jan Bucquoy, avec Corinne Maier..